# 查贡斯
查贡斯是奥地利福拉尔贝格州布卢登茨县的一个市镇。总面积57.67平方公里，总人口2309人，人口密度40.0人/平方公里（2005年）。